# ObsCure II
ObsCure II é um jogo de Survival horror, lançado em 2007 para Playstation 2, Nintendo Wii e PC. É o segundo jogo da série Obscure. Em relação ao primeiro game da série, ObsCure 2 possui melhores gráficos, uma quantidade um pouco maior de personagens controláveis, maior dificuldade e tempo de duração, porém o jogo foi alvo de críticas de certa parte de fãs do primeiro jogo, pois nessa sequência não se pode escolher o destino dos personagens e como a maioria deles morrem ao decorrer do jogo o final não é muito feliz.
Em Março de 2008, foi lançada uma versão alternativa do game, intitulada de "Obscure: The Aftermath".

## História
A história de ObsCure II se passa dois anos após os acontecimentos do primeiro game. Kenny e sua irmã Shannon, que foram dois dos cinco sobreviventes dos incidentes no Colégio Leafmore, agora estão na Faculdade de Fallcreek, mas estão sofrendo consequências das experiências que sofreram de Herbert Friedman, que os contaminou. Kenny está mais agressivo e perde o controle fácil, enquanto que Shannon recebeu um poder de controlar a Aura Negra, e sua personalidade e aparência mudaram muito. Nesta faculdade, os jovens, entre eles Corey, Mei, Jun, Amy e Sven, descobriram uma nova planta que usam como droga. Só que essas plantas envolvem os experimentos de Friedman, e fazem com que Kenny se torne uma criatura bizarra. Sua irmã Shannon, desesperada, pede ajuda a Stan, outro sobrevivente de dois anos antes, que agora é entregador de pizza. Agora eles, junto com os outros estudantes, terão que enfrentar novamente uma vasta quantidade de criaturas e parar a propagação da contaminação antes que ela chegue ao seu estado crítico. Fora isso, deverão também enfrentar Kenny agora como monstro, e um sujeito de aparência terrível com uma moto-serra.

## Personagens
Shannon Matthews: Shannon, a excelente estudante e irmã mais nova de Kenny, voltou totalmente mudada após a contaminação de dois anos antes. Agora está com uma personalidade diferente, e graças a contaminação de Friedman,  possui o controle da Aura Negra. Durante o tempo que se passou entre os games, parece ter tido algum romance com Stan. Tornou-se a protagonista de Obscure II.
Stan Jones: Stanley, antes um estudante vagabundo, agora se tornou um rapaz mais disposto e esforçado, após ser levado a prisão por fazer muitas bobagens. Diferente de Kenny e Shannon, precisou de medicamentos diários por causa de uma pancada no final de Obscure. Agora virou um entregador de Pizzas, e continua um exímio abridor de portas, além de ter um "caso" com Shannon.
Kenny Matthews: Herói do primeiro game, o destino não foi muito gentil com Kenny desta vez. Após sobreviver há dois anos, Kenny agora está mais raivoso, e sempre tendo crises estranhas. Tenta viver normalmente, e assim vai para a faculdade junto com sua irmã. Pelo que se viu, parece ter tido uma atração pela Amy e acaba tendo um filho com ela. Porém, logo depois, ao esgotamento de seus medicamentos e a droga que usa acaba, transformando Kenny em uma criatura grotesca, que pretende matar até mesmo sua irmã, tornando-se o principal vilão do jogo. Acaba sendo morto por Stan e Shannon.
Corey Wilde: Corey é um dos estudantes da faculdade que se envolveu com a misteriosa flor que envolve as experiências dos irmãos Friedman. Um ótimo skatista, que tem como especialidade se pendurar e alcançar locais mais altos, graças a suas habilidades radicais. tem um pesadelo que sua namorada morre, graças aos efeitos da droga. Por ser apaixonado por sua namorada Mei, suicida-se no final do jogo após o falecimento dela.
Mei Wang: Namorada de Corey, Mei é uma perita em computadores, e uma moça muito inteligente, que tem como irmã gêmea Jun. Ela consegue "hackear" várias senhas de acesso a lugares, graças aos seus conhecimentos de informática. Muito alegre, Mei sempre pensa nos outros, e ama acima de tudo seu namorado Corey e sua irmã Jun. Após chegarem todos no hospital, Kenny, já mutante, acaba matando Mei.
Amy Brookes: Uma loira muito atraente, mas também muito inteligente, e uma ótima investigadora que consegue decifrar qualquer coisa. Ela tem a certeza de que tanto Sven quanto Kenny estão interessados nela, mas ela parece ter um interesse maior por Sven. É morta na explosão de um helicóptero por causa de seu filho.
Sven Hansen: Um rapaz nascido na Noruega, mas nascionalizado americano desde criança. Um forte esportista, que é fanático pelos esportes de seu país, como o Golf e Hockey. Ele tem de fato um interesse especial por Amy. É morto por Jedidiah, um homem com uma serra-elétrica.
Jun Wang: Jun é a irmã-gêmea de Mei que ama jogar jogos de videogame com sua irmã, mas ela sempre foi a melhor nisso. Ela é uma personagem muito pouco controlável no jogo, e de acordo com o que você faz durante o mesmo, ela nem é controlada. É morta por um monstro.
Richard James: Professor de Biologia da faculdade de Fallcreek, que ajuda os estudantes a tentar combater a contaminação que surgiu na faculdade, entregando a eles itens e dando conselhos de extrema importância, mas na verdade faz parte de um grupo de cientistas que estudam acontecimentos sobrenaturais. Não é um personagem jogável. Morre junto com Amy na explosão de um helicóptero.
Jedidiah: O criador da flor que no jogo diz ser seu pai, torna-se um ser deformado que caça estudantes, matando-os com o auxílio de uma serra-elétrica. Sendo um dos vilões do jogo, é morto por Corey.